# Oksana Markarova
Oksana Serhiivna Markarova (în ucraineană Оксана Сергіївна Маркарова; n. 28 octombrie 1976, Rivne, RSS Ucraineană, URSS) este o economistă și funcționar public din Ucraina, specialistă în finanțe. Este ambasadorul Ucrainei în Statele Unite ale Americii începând cu 21 februarie 2021.
A ocupat funcția de ministru al finanțelor de la 8 iunie 2018 până la 4 martie 2020. În perioada 8 iunie–22 noiembrie 2018 a asigurat interimatul acestui post. A obținut cel de-al doilea mandat de ministru la 29 august 2019 și a rămas în funcție până la numirea următorului cabinet, la 4 martie 2020. A fost unul din membrii Consiliului Național de Securitate și Apărare de la 31 mai 2019 până la 13 martie 2020.

## Biografie
În 1999 a obținut diploma de masterat în ecologie. În perioada studiilor, în anii 1996-1998, a lucrat la Fundația internațională pentru sisteme de vot și la compania de consultanță Chemonics Intl. Inc în cadrul proiectului „Bursa ucraineană de mărfuri agricole”. În 2000, a făcut un stagiu în Statele Unite, la Banca Mondială din Washington, D.C., într-un grup al băncilor și piețelor financiare din Europa și Asia Centrală. Și-a continuat studiile la Indiana University, unde a obținut masteratul în finanțe publice și comerț internațional în 2001, primind mențiuni de excelență și Premiul pentru cel mai bun student de peste hotare.
Din 2003 a condus grupul de investiții ITT, la care a lucrat până în 2014. În martie 2015, a fost numită viceministru al finanțelor, iar în aprilie 2016 prim-viceministru al finanțelor din Ucraina. La 8 iunie 2018 a devenit ministru interimar al finanțelor, după demisia lui Oleksandr Danîliuk. La 22 noiembrie 2018, Rada Supremă a Ucrainei a aprobat oficial numirea lui Markarova în funcția de ministru al finanțelor. Odată cu numirea Cabinetului Șmîhal la 4 martie 2020, ea a părăsit această funcție și s-a întors în sectorul privat, la Academia Kîiiv-Mîhola.
La 25 februarie 2021, Președintele Ucrainei Volodîmîr Zelenskîi a numit-o pe Markarova în funcția de Ambasador al Ucrainei în Statele Unite ale Americii.
Oksana Markarova este membru al Cercului de Prieteni ai Universității Catolice din Ucraina și al Organizației Internaționale a Tinerilor Președinți (Young Presidents Organization – YPO). De asemenea, este membru al consiliilor de supraveghere ale băncilor Oșceadbank, Ukreksimbank, Ukrgazbank și Prîvatbank. În 2021, a fost inclusă în top-100 cele mai de succes femei din Ucraina de revista „Novoe vremea” (rusă «Новое время» – „Timpul nou”). La 16 decembrie 2020, Oksana Markarova a fost decorată cu Ordinul Național de Merit al Franței.

## Viață personală
Este căsătorită. Soțul său este Danîlo Volîneț, un bancher și om de afaceri ucrainean. Cuplul are patru copii, dintre care două fiice sunt dintr-o căsătorie anterioară a lui Danîlo.

## Controverse
Conform proiectului „Scheme: Corupția în detalii” (în ucr. «Схеми: корупція в деталях» / „Shemî: Korupțiia v detaleah”), Oksana Markarova și soțul ei Danîlo Volîneț au fost implicați în transferul, imediat înainte de falimentul băncii Aktiv-Bank, a unei importante clădiri din zona istorică a Kievului spre compania lor imobiliară, la un preț de zece ori mai mic decât pe piață. După faliment, Aktiv-Bank nu a putut să întoarcă banii tuturor deponenților.